# پولیش (فلزکاری)

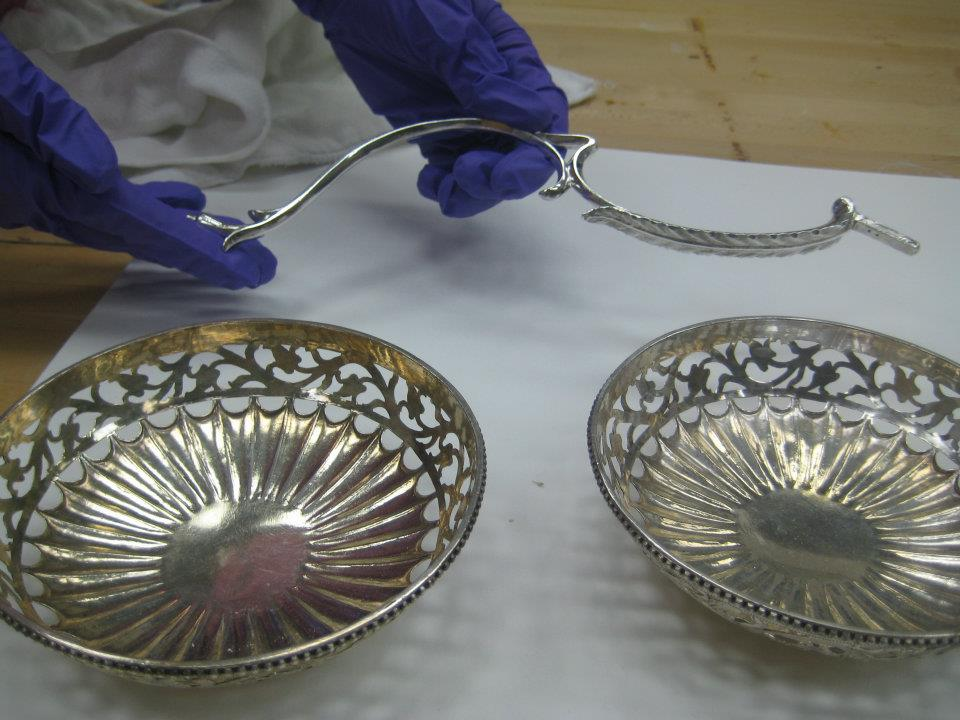
کاسه نقره کدر و پولیش نشده (سمت چپ) و قطعه نقره پولیش شده (راست). تفاوت قابل توجهی در تمیزی و رنگ وجود دارد. قطعه نگهداشته شده بالای دو کاسه نیز پولیش داده شده است. (این قطعات بخشی از یک اپرگن نقره ای قرن ۱۸ در مجموعه موزه هنر ایندیاناپولیس هستند).

پولیش (جلا دادن) و بافینگ (سفت کردن) فرآیندهای پرداخت سطح برای صاف کردن سطح قطعه کار، با استفاده از یک ساینده و یک چرخ کار یا یک نوار چرمی هستند. از نظر فنی، پولیش به فرآیندهایی اطلاق می‌شود که در آن از یک ماده ساینده که به چرخ کار چسبانده می‌شود، استفاده می‌شود. در حالی که در بافینگ از یک ساینده شل استفاده می‌شود که روی چرخ کار اعمال می‌شود. پولیش فرآیندی خشن تر است، در حالی که سفت کردن سختی کمتری دارد، که منجر به یک روکش صاف‌تر و روشن‌تر می‌شود. یک تصور اشتباه رایج این است که یک سطح پولیش و صیقلی شده دارای سطح آینه ای براق است، در حالی که بیشتر پوشش‌های آینه ای سفت می‌شوند.
پولیش اغلب در بهبود ظاهر یک قطعه، جلوگیری از آلودگی ابزار، حذف اکسید شدگی، ایجاد سطح آینه ای و جلوگیری از خوردگی در لوله‌ها کاربرد دارد. در متالوگرافی و متالورژی، پولیش برای ایجاد یک سطح صاف و بدون نقص برای بررسی ریزساختار فلز در زیر میکروسکوپ استفاده می‌شود. می‌توان از پدهای پولیش مبتنی بر سیلیکون یا محلول الماس در فرایند پولیش استفاده کرد. پولیش فولاد ضدزنگ نیز می‌تواند مزایای بهداشتی و پاکیزگی آن را افزایش دهد.
حذف اکسید شدگی (تیرگی و کدر شدگی) از اجسام فلزی با استفاده از یک پولیش فلزی یا لکه‌بر انجام می‌شود. به این کار نیز پولیش می‌گویند. برای جلوگیری از اکسید شدگی ناخواسته، سطوح فلزی جلا داده شده ممکن است با موم، روغن یا لاک پوشانده شوند. این موضوع برای محصولات آلیاژ مس مانند برنج و برنز مورد توجه ویژه است.
الکتروپولیش نوع دیگری از پولیش است که از اصول الکتروشیمی برای حذف لایه‌های میکروسکوپی فلز از سطح پایه استفاده می‌کند؛ این نوع پرداخت نسبت به پرداخت مکانیکی سنتی کمتر استفاده می‌شود. این روش پولیش را می‌توان طوری تنظیم کرد که گستره وسیعی از پرداخت‌ها، از سطح مات تا سطح براق آینه‌ای را ارائه دهد. پولیش الکتریکی همچنین مزیتی نسبت به پرداخت دستی سنتی دارد، زیرا محصول نهایی فشرده سازی و تغییر شکلی را که به‌طور سنتی در فرایند پولیش اتفاق می‌افتد، تجربه نمی‌کند.

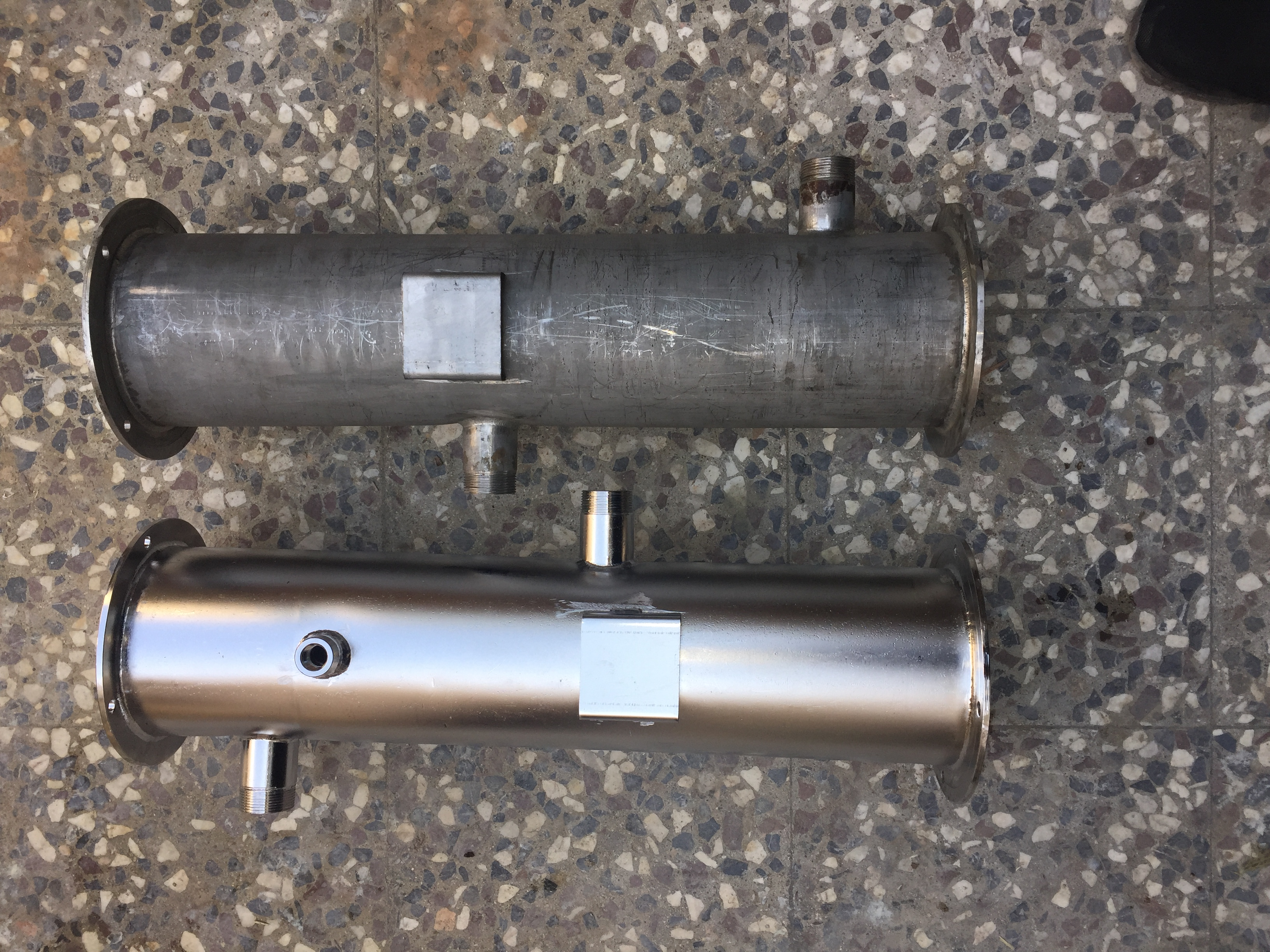
قبل و بعد از انجام عملیات الکتروپولیش (انجام شده توسط ایده پویان پوشش)

## فرایند
وضعیت مواد در دست تعیین می‌کند که چه نوع ساینده ای استفاده شود. در مرحله اول، اگرماده پرداخت نشده باشد، با یک ساینده خشن (حدود ۶۰ یا ۸۰ گریت) پرداخت شروع می‌شود و در هر مرحله به‌طور متوالی از یک ساینده ریزتر مانند ساینده‌های ۱۲۰، ۱۸۰، ۲۲۰/۲۴۰، ۳۲۰، ۴۰۰ گریت و بالاتر استفاده می‌شود تا سطح پرداخت مطلوب حاصل شود. گذرگاه‌های ناهموار (یعنی شن‌های بزرگ) عیوب سطح فلز مانند سوراخ‌ها، شیارها، خطوط و خراش‌ها را از بین می‌برند. ساینده‌های ریزتر خطوط به تدریج ریزتری ایجاد می‌کنند که با چشم غیر مسلح قابل مشاهده نیستند. برای مثال سطح پرداخت نوع ۸ ("آینه ای") به ترکیبات صیقل دهنده و صاف کننده و چرخ‌های پولیش متصل به ماشین‌های پولیش با سرعت بالا یا مته‌های برقی نیاز دارد. روان‌کننده‌هایی مانند موم و نفت سفید می‌توانند به عنوان مواد روان‌کننده و خنک‌کننده در طول این عملیات استفاده شوند، در حالی که برخی از مواد پولیش به‌طور خاص برای استفاده در حالت «خشک» طراحی شده‌اند. سفت کردن ممکن است با دست، با پولیش ثابت یا آسیاب ثابت انجام شود؛ این فرایند هم چنین می‌تواند با استفاده از تجهیزات تخصصی به صورت خودکار انجام شود.
هنگام سفت کردن (بافینگ) دو نوع حرکت وجود دارد: حرکت برش و حرکت رنگ. حرکت برش به گونه ای طراحی شده است که سطحی یکنواخت، صاف و نیمه روشن ایجاد کند. این امر با حرکت قطعه کار در مقابل چرخش چرخ کوبنده، با اعمال فشار متوسط تا سخت، به دست می‌آید. حرکت رنگ سطحی تمیز، روشن و براق می‌سازد. این امر با حرکت قطعه کار در جهت چرخش چرخ بافینگ و با اعمال فشار متوسط تا کم حاصل می‌شود.
هنگام جلا دادن برنج که فلز نرم تری می‌باشد، اغلب آثار بسیار کوچکی در فلز ناشی از ناخالصی وجود دارد. برای صاف کردن علائم ریزتر، سطح با یک شن بسیار ریز (۶۰۰ گریت) صیقل داده می‌شود، سپس با روش آبکاری مسی، روکش مسی می‌گیرد و در نهایت با یک پاک کننده جریان هوا تا رسیدن به یک سطح براق آینه ای صاف می‌شود.</link>
حاصل عملیات پولیش برای قطعاتی مانند اسکنه، چکش، پیچ گوشتی، آچار، و غیره، دارای یک پرداخت خوب است اما آبکاری نمی‌شود. برای دستیابی به سطح مورد نظر، چهار عملیات مورد نیاز است: خشن کردن، ریزکاری خشک، روغن کاری و رنگ‌آمیزی. خشن کردن معمولاً روی یک چرخ سنگ زنی جامد انجام می‌شود. برای پولیش بیشتر قطعه، عملیات روغن کاری ممکن است به دو عملیات تقسیم شود: روغن کاری خشن و روغن کاری ریز. برای قطعات ارزان قیمت می‌توان با انجام صرفاً دو عملیات اول در هزینه‌ها صرفه جویی کرد.
پولیش چاقو، کارد و چنگال به لعاب ریز یا لعاب آبی معروف است. عملیات «صاف کردن شن و ماسه»، که در صاف کردن نقره آلمانی، فلز سفید و غیره استفاده می‌شود، از نظر فنی یک عملیات صاف کردن حساب می‌شود زیرا در آن از یک ساینده سبک استفاده می‌شود؛ اما مانند فرایند پولیش، مقدار قابل توجهی از ماده را از بین می‌برد.

### تجهیزات
ساینده‌های آلومینیوم اکسید سفید و خاکستری در صاف کردن فلزات با مقاومت کششی بالا مانند فولاد کربن و آلیاژ، آهن سخت و آلیاژهای غیر آهنی استفاده می‌شوند. ساینده‌های کاربید سیلیکون خاکستری در صاف کردن مواد سخت و شکننده مانند آهن خاکستری و کاربید سیمانی و فلزات با مقاومت کششی کم مانند برنج، آلومینیوم و مس استفاده می‌شوند. کروم (III) اکسید سبز ساینده در ترکیبات سبز رنگ استفاده می‌شود که معمولاً جهت تکمیل فلزات آهنی (فولادها) می‌باشد.
چرخ‌های پولیش انواع مختلفی دارند که برای تأمین نیازهای گسترده‌ای استفاده می‌شوند. متداول‌ترین موادی که در چرخ‌های پولیش استفاده می‌شوند عبارتند از چوب، چرم، پارچه کتان، پارچه پنبه ای، پلاستیک، نمد، کاغذ، پوست گوسفند، لاستیک آغشته شده، ترکیب پارچه کتان و پشم. که از بین این مواد، چرم و پارچه کتان رایج‌ترین هستند. چرخ‌های چوبی دارای سمباده یا سایر مواد ساینده هستند که روی آنها چسبانده شده است و برای صیقل دادن سطوح صاف و حفظ لبه‌های تیز استفاده می‌شود. چرخ‌های پارچه ای انواع مختلفی دارند. چرخ‌های پارچه ای که به هم چسبانده شده‌اند بسیار سخت هستند و برای کار سنگین استفاده می‌شوند، در حالی که چرخ‌های پارچه ای دیگر که به هم دوخته و چسبانده شده‌اند، چندان خشن نیستند. نوع دیگری از چرخ‌های پارچه ای وجود دارند که با استفاده از چسب و سیمان متصل نشده‌اند، بلکه دوخته شده و دارای صفحات جانبی فلزی به عنوان تکیه گاه هستند. چرخ‌های نمدی جامد برای پرداخت‌های ظریف محبوب هستند. با چسباندن دیسک‌های کاغذ کاهی چرخ‌های سخت زبر ساخته می‌شوند. چرخ‌های کاغذ نرم‌تر از کاغذ نمدی ساخته می‌شوند. بیشتر چرخ‌ها با سرعت تقریبی ۷۵۰۰ فوت مربع بر دقیقه (SFM) کار می‌کنند، اما چرخ‌های موسلین، نمدی و چرمی معمولاً با سرعت 4000 SFM کار می‌کنند.
چرخ‌های بافینگ که به عنوان موپ نیز شناخته می‌شوند، از پارچه‌های پنبه‌ای یا پشمی ساخته می‌شوند و می‌توانند سفید یا سفید نشده باشند. انواع خاص عبارتند از: سیزال، مارپیچ دوخته شده، پنبه ریسیده، فلانل کانتون، فلانل گنبدی، جین، دوخته شده مارپیچی درمان شده، کوسن، تهویه شده، تهویه نشده، باف رشته‌ای، باف انگشتی، طناب سیزال، قارچ، فیسر، دستکاری شده، قارچ ساینده، باف ساعت شنی، راگ، "B"، نقطه اوج، پر نرم و ظریف قو، جریان هوا، خنک‌کننده، و گلوله.

## کاربردها
پولیش می‌تواند جهت بهبود و بازسازی ظاهر برخی قطعات یا اشیاء فلزی در خودروها و وسایل نقلیه دیگر، نرده‌ها، ظروف پخت و پز، وسایل آشپزخانه و فلزات معماری استفاده شود. در کاربردهای دیگر مانند صنایع دارویی، لبنیات و لوله‌کشی تخصصی، لوله‌ها جهت جلوگیری از خوردگی و از بین بردن مکان‌هایی که باکتری یا قارچ ممکن است ساکن شوند، صاف می‌شوند. بافینگ همچنین برای تولید بازتاب‌دهنده‌های نوری استفاده می‌شود.

### فهرست کتب
- Oberg, Erik; Jones, Franklin D.; Horton, Holbrook L.; Ryffel, Henry H. (2000), Machinery's Handbook (26th ed.), New York: Industrial Press Inc., ISBN 0-8311-2635-3.

[[رده:سنگ‌زنی و پرداخت‌کاری]]
[[رده:فلزکاری]]